# Protapanteles hiero
Protapanteles hiero är en stekelart som först beskrevs av De Saeger 1944.  Protapanteles hiero ingår i släktet Protapanteles och familjen bracksteklar. Inga underarter finns listade i Catalogue of Life.